# Fluminicola
Fluminicola är ett släkte av svampar. Fluminicola ingår i ordningen Sordariales, klassen Sordariomycetes, divisionen sporsäcksvampar och riket svampar.
|             | Lasiosphaeriaceae                       |
|             |                                         |
|             | Helminthosphaeriaceae                   |
|             |                                         |
|             | Sordariaceae                            |
|             |                                         |
|             | Chaetomiaceae                           |
|             |                                         |
|             | Cephalothecaceae                        |
|             |                                         |
|             | Ophiostomella                           |
|             |                                         |
|             | Madurella                               |
|             |                                         |
|             | Pleurothecium                           |
|             |                                         |
|             | Conioscyphascus                         |
|             |                                         |
|             | Ramophialophora                         |
|             |                                         |
|             | Ascotaiwania                            |
|             |                                         |
|             | Guanomyces                              |
|             |                                         |
|             | Roselliniella                           |
|             |                                         |
|             | Carpoligna                              |
|             |                                         |
| Fluminicola | \| \| Fluminicola bipolaris \| \| \| \| |
|             | \| \| Fluminicola bipolaris \| \| \| \| |
|             | Ascolacicola                            |
|             |                                         |
|             | Clohiesia                               |
|             |                                         |
|             | Melanocarpus                            |
|             |                                         |
|             | Phaeosporis                             |
|             |                                         |
|             | Utriascus                               |
|             |                                         |
|             | Diplogelasinospora                      |
|             |                                         |
|             | Scopinella                              |
|             |                                         |
|             | Conioscypha                             |
|             |                                         |
|             | Brachysporiella                         |
|             |                                         |
|             | Rhexosporium                            |
|             |                                         |
|             | Bombardiella                            |
|             |                                         |
|             | Reconditella                            |
|             |                                         |
|             | Effetia                                 |
|             |                                         |
|             | Fluminicola bipolaris                   |
|             |                                         |

|  | Fluminicola bipolaris |
|  |                       |